# Mîrzești, Orhei
Mîrzești este satul de reședință al comunei cu același nume din raionul Orhei, Republica Moldova.

## Istorie

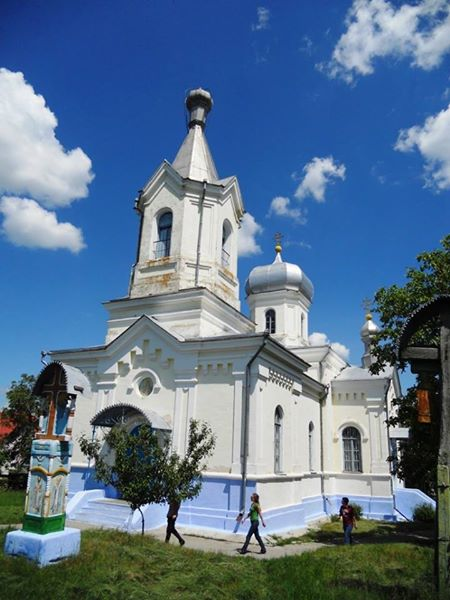
Biserica Sf. Cuvioasă Parascheva

Satul Mîrzești a fost menționat documentar în anul 1470. Este un vechi sat de răzeși. În 1813 boierii moldoveni Ionache și Alecu Calimah stăpâneau la Mîrzești o parte de moșie.
Recensământul din anul 1870 număra 104 gospodării, 603 locuitori care aveau în proprietate 45 de cai, 111 vite mari cornute, 230 oi și capre.
La începutul secolului XX la Mîrzești erau 140 de gospodării cu o populație de 846 oameni. Biserica cu hramul Sf. Parascheva a fost ridicată în anul 1907. În curtea bisericii se înalță o clopotniță veche, care necesită reparație capitală. Conform documentelor clopotnița a fost construită în 1886.
Lângă Mîrzești, cu ocazia unor lucrări de teren, a fost găsită o comoară cu monede de argint, dintre care 18 monede fiind emise în Polonia. Cea mai veche monedă este din anul 1502, iar cea mai recentă din anul 1624. Comoara putea fi ascunsă în anii 1624-1650.

### Monumente istorice
La distanța de 0,5 km spre vest de satul Mîrzești și 2,5 km de la malul Nistrului, pe panta unei văi la marginea satului, expediția arheologică condusă de Gh. Fiodorov (1952) a descoperit o așezare medievală timpurie din secolele VIII-IX și X-XII. Aici au fost descoperite fragmente de ceramica medievală timpurie lucrată cu mâna și la roata olarului, ornamentată cu incizii vălurite-orizontale.
În cadrul aceluiași șantier arheologic au fost depistate urmele unei așezări de tipul Cucuteni - Tripolie (mileniul IV-III î.Hr.) și o așezare de Sîntana de Mureș-Cerniahov, sec. III-IV.

## Geografie
Satul are o suprafață de circa 0,83 kilometri pătrați, cu un perimetru de 4,78 km. Se află la distanța de 26 km de orașul Orhei și la 77 km de Chișinău.

## Demografie
La recensământul din anul 2004, populația satului constituia 824 de oameni, dintre care 46,84% - bărbați și 53,16% - femei. Structura etnică a populației în cadrul satului: 98,30% - moldoveni, 1,46% - ucraineni, 0,12% - ruși, 0,12% - alte etnii.